# سلوري
سلورية (بالتركية: سلوری/Silivri) هي منطقة تقع في ضواحي مدينة إسطنبول، وتبعد 78 كم من مركز المدينة، تمتد على طول بحر مرمرة في تركيا. تبلغ مساحة المنطقة حوالي 893 كيلو متر مربع، ويبلغ عدد سكانها 165 الف نسمة. يأتيها السياح من كل حدب وصوب بفضل ساحلها «ساحل سليم باشا» النظيف والأماكن التاريخية الكثيرة الواقعة داخل حدودها، بالإضافة إلى جوها الهادئ المميز ما يجعلها مركزا مهما للتنزه.
امتلاك سلورية ميناء طبيعي ووقوعها على مداخل أهم المراكز الصناعية والتجارية بجانب وقوعها على الطرق البرية المهمة يجعل منها من المناطق المهمة في إسطنبول، فهي تتصل بالاماكن الصناعية والسكنية المجاورة بشبكة مواصلات قوية وحديثة.
تعد سلورية مركزا زراعيا مهما بمساحتها الواسعة على الرغم من المشاريع الضخمة التي يشهدها الحي مؤخرا. كما تعد سلورية ثاني أكبر حي في إسطنبول بعد جتالجة.
يحد المنطقة بيوك جكمجة (بالتركية: Büyükçekmece)‏ من الشرق، وجتالجة (بالتركية: Çatalca)‏ إلى الشمال، وجورلي (بالتركية: Çorlu)‏ ومرمرة ايريلي (بالتركية: Marmara Ereğli)‏ وأحياء ولاية تكيرداغ (بالتركية: Tekirdağ)‏ إلى الغرب، وبحر مرمرة إلى الجنوب.
يوجد في منطقة سلورية العديد من البلدات والقرى الريفية التي تعتمد على الزراعة وتربية الماشية، بالإضافة إلى السياحة كمصادر دخل أساسية.

## التاريخ
ترجع أهمية سلورية، باليونانية القديمة سيليمبري أو سيلبيريا، التاريخية للميناء الطبيعي والموقع على الطرق التجارية الرئيسية. كانت مستعمرة من ميغارا تأسست على تلة عالية شديدة الانحدار ارتفاعها 56 مترا شرق الخليج، ولكن الحفريات تبين أنها كانت مستوطنة تراقيا قبل أن تكون مستعمرة يونانية.
وفقا لسترابو، اسم المدينة هو مزيج من اسم المؤسس الأسطوري للمدينة، سيلوس، والكلمة الثراسية التي يعتقد سترابو أنها كانت تعني بوليس، «بريا». ومع ذلك، لم تكن تعني بوليس وكان لها معنى آخر.
سيلمبريا هي مسقط رأس الطبيب هيروديكوس الذي كان حليفا للاثينيين في 351 قبل الميلاد. حتى النصف الثاني من القرن الثاني قبل الميلاد، كانت المدينة تحافظ على استقلالها الذاتي، ولكن بعد أن أصبحت جارتها بيزنطة وبيرينثوس أكثر قوة، سقطت المدينة تحت سيطرتهم خلال القرون التالية. انكمشت المستوطنة إلى قرية تحت إدارة الإمبراطورية الرومانيّة. في أوائل القرن الخامس، تم تغيير اسم المدينة رسميا إلى يودوكسيوبوليس Eudoxiopolis (باليونانية Εὐδοξιόπολις)، في عهد الإمبراطور البيزنطي آركاديوس (377-408)، بعد زوجته إيليا أودوكسيا، على الرغم من أن هذا الاسم لم يبق على قيد الحياة. وفي عام 805 م، نهب كروم خان البلغار البلدة. في أواخر القرن التاسع، قام الإمبراطور ميخائيل الثالث ببناء قلعة على قمة التل، لا تزال أنقاضها قائمة، خلال حقبة عانت فيها الإمبراطورية البيزنطية من هجمات من قبل الساراكينوس والروس. مع الحملة الصليبية الرابعة، وسقوط القسطنطينية للإمبراطورية اللاتينية في عام 1204، سقطت القلعة في تعاقب سريع للإمبراطورية اللاتينية، البلغارية، ثم عادت إلى اللاتينيين وأخيرا استعادتها إمبراطورية نيقية (خلف الدولة البيزنطية) في عام 1247. تمكنت إمبراطورية نيقية أخيرا من استعادة القسطنطينية واستعادة الإمبراطورية في عام 1261.

## المعالم الرئيسية
- قلعة سلورية
- وقد قام الإمبراطور البيزنطي أنستاسيوس الأول (491-518) بتشييد جدار أناستازيا، المعروف أيضاً باسم جدران تراقيا الطويلة، كجزء من نظام دفاع خارجي إضافي للقسطنطينية خلال القرن الخامس، وربما كان قيد الاستخدام حتى القرن السابع. يمتد الحصن الذي لا يقارن إلا بجدار هادريان في إنجلترا في تعقيده والحفاظ عليه، على مسافة 56 كم من ساحل البحر الأسود عبر شبه جزيرة ثاراسيا إلى بحر مرمرة غرب سلورية.
- صهريج
- مسجد بيري محمد باشا
- أوزونكوبرو (الجسر الطويل)

## الرياضة
تمتلك سلورية ناديين رياضيين هما سيليفريسبور وأليبيسبور. تأسس سيليفريسبور في عام 1957 ولديه اثنين من الفروع النشطة، كرة القدم وكرة السلة. فريق كرة القدم المحترف في سيليفريسبور يلعب في أبور توتو الثالث. تأسس قسم كرة السلة في عام 2014. تأسس أليبيسبور، الذي سميت على اسم حي سلورية، في عام 1989. النشاط الرئيسي للنادي هو كرة القدم. يلعب هواة فريق كرة القدم في دوري أسطنبول الممتاز، وفريق السيدات في الدوري التركي للسيدات الثالث.
الملاعب الرياضية في سلورية هي ملعب مجادات غورسو الذي يتسع لـ 2700 مقعد. سمي الملعب على اسم مجدات غورسو (1971-1994) لاعب كرة قدم محلي، وعليبي سبورت هول.

## الصحة
هناك عدد من المستشفيات والمؤسسات الصحية في سلورية، المملوكة للدولة أو الخاصة:
المؤسسات الصحية المملوكة للدولة (وزارة الصحة)
- مستشفى سلورية الحكومي (بالتركية: Silivri Devlet Hastanesi)‏
- مركز رعاية الأم والطفل وتنظيم الأسرة (بالتركية: Ana Çocuk Sağlığı Ve Aile Planlama Merkezi)‏
- مختبر الصحة العامة (بالتركية: Halk Sağlığı Laboratuvarı)‏

المؤسسات الصحية الخاصة
- سيرين تيب ميركيزي (مركز الطبي)
- مستشفى بارك الطبي (سابقا Anadolu Hastanesi)
- حياة هاستانيسي (مغلقة)
- حياة دياليز ميركيزي (مركز غسيل الكلى)
- كولان هاستنيزي (بالتركية: Kolan Hastanesi)‏